# Philodendron puhuangii
Philodendron puhuangii är en kallaväxtart som beskrevs av Thomas Bernard Croat. Philodendron puhuangii ingår i släktet Philodendron och familjen kallaväxter. Inga underarter finns listade.